# Thiania
Genre
Synonymes
- Pselcis Simon, 1903

Thiania est un genre d'araignées aranéomorphes de la famille des Salticidae.

## Distribution
Les espèces de ce genre se rencontrent en Asie et en Nouvelle-Guinée.

## Liste des espèces
Selon World Spider Catalog (version 25.0, 06/07/2024) :
- Thiania abdominalis Żabka, 1985
- Thiania bamian Li, Liu & Peng, 2024
- Thiania bhamoensis Thorell, 1887
- Thiania cavaleriei Schenkel, 1963
- Thiania chrysogramma Simon, 1901
- Thiania coelestis (Karsch, 1880)
- Thiania cupreonitens (Simon, 1899)
- Thiania demissa (Thorell, 1892)
- Thiania flacata Li, Liu & Peng, 2024
- Thiania formosissima (Thorell, 1890)
- Thiania gazellae (Karsch, 1878)
- Thiania humilis (Thorell, 1877)
- Thiania indica Asima, Caleb & Prasad, 2023
- Thiania inermis (Karsch, 1897)
- Thiania jucunda Thorell, 1890
- Thiania latefasciata (Simon, 1877)
- Thiania latibola Zhang & Maddison, 2012
- Thiania longapophysis Yu & Zhang, 2022
- Thiania luteobrachialis Schenkel, 1963
- Thiania pulcherrima C. L. Koch, 1846
- Thiania simplicissima (Karsch, 1880)
- Thiania sinuata Thorell, 1890
- Thiania suboppressa Strand, 1907
- Thiania subserena Simon, 1901
- Thiania subtilis Logunov, 2024
- Thiania tenuis Zhang & Maddison, 2012
- Thiania viscaensis Barrion & Litsinger, 1995
- Thiania zabkai Logunov, 2021

## Systématique et taxinomie
Ce genre a été décrit par C. L. Koch en 1846.
Pselcis a été placé en synonymie par Zhang et Maddison en 2015.

## Publication originale
- C. L. Koch, 1846 : Die Arachniden. Nürnberg, vol. 13, p. 1-234 (texte intégral).